# Cerapachys elegans
Cerapachys elegans är en myrart som först beskrevs av Wheeler 1918.  Cerapachys elegans ingår i släktet Cerapachys och familjen myror. Inga underarter finns listade.